# Ennio de Concini
Ennio de Concini (9. prosince 1923, Řím – 17. listopadu 2008, Řím) byl italský filmový a televizní režisér a scenárista. Napsal scénář k prvním třem řadám úspěšného televizního seriálu Chobotnice a získal Oscara za scénář k filmu Rozvod po italsku.
Nejprve pracoval jako asistent režie, např. u legendárního Vittoria de Sica, jemuž také napsal jeden ze svých prvních scénářů (Sciuscià v roce 1946). Jako režisér natočil čtyři filmy, ale zapsal se hlavně jako scenárista ve zlaté éře italského filmu v končících 50. a v 60. letech. Z té doby pochází i jeho scénář k filmu Rozvod po italsku z roku 1961, za který získal Oscara. Věnoval se všem žánrům od epických historických fresek, přes psychologická dramata (Výkřik natočil režisér Michelangelo Antonioni a italské komedie až po úpravy velkých děl světové literatury (např. italsko-americká produkce Vojny a míru režiséra Kinga Vidora z roku 1956).
V 70. letech skončilo několik jeho scenáristických počinů pro film částečným neúspěchem (Posledních 10 dní Hitlera), ale brzy si začal vše vynahrazovat v televizi. V roce 1982 se natáčel seriál podle jeho scénáře Příběh lásky a přátelství, záhy nato přišla úspěšná Chobotnice v režii Damiana Damianiho.
V 80. letech napsal i scénář k filmu Příkaz k smrti s Harvey Keitelem, filmy psal i v závěru života, ale převažovala tvorba pro televizi, kde byl jeho posledním počinem televizní film Patnáctá epištola z roku 1998.